# إكس أف أل
إكس أف أل هو دوري لكرة القدم الأمريكية للمحترفين. يتكون من 8 فرق 4 في الشرق و4 في الغرب. يبدأ الموسم في فبراير ويستمر حتى أبريل. يلعب كل فريق 10 مباريات في الأدوار التمهيدية و4 في مرحلة خروج المغلوب. انطلق الموسم الأول في 2020 لكنه توقف بعد الأسبوع الخامس بسبب جائحة كورونا. تم الإعلان عن بدأ الموسم الثاني في 2022.